# Şahsevən (Ağcabədi)
Şahsevən è un comune dell'Azerbaigian situato nel distretto di Ağcabədi. Conta una popolazione di 375 abitanti.